# Guibemantis liber
Guibemantis liber är en groddjursart som först beskrevs av Mario Giacinto Peracca 1893.  Guibemantis liber ingår i släktet Guibemantis och familjen Mantellidae. IUCN kategoriserar arten globalt som livskraftig. Inga underarter finns listade i Catalogue of Life.